# Tomislav Domović
Tomislav Domović (Zagreb, 1. kolovoza 1964.), hrvatski je pjesnik.

## Životopis
Rodio se 1964. godine u Zagrebu. U književnosti se javlja u prvoj polovici osamdesetih godina kada počinje objavljivati u periodici diljem bivše Jugoslavije i kada sudjeluje na mnogim pjesničkim manifestacijama. Izdavanje prve samostalne zbirke omogućuje mu nagrada "Goran" za mlade pjesnike na Goranovu proljeću 1987. godine. Od 2021. godine član je Slavenske Akademije.
Uvrštavan je u brojne antologije te u čitanke hrvatskog jezika.

## Djela
- Heretik na 10 načina, SKUD "I. G. Kovačić", Zagreb, 1987.
- Pancir tastatura, biblioteka "Čermak", Zagreb, 1990.
- Junačke pjesme, Narodna biblioteka "Danilo Kiš", Titov Vrbas, 1991.
- Živo blato, "Durieux", Zagreb, 1992.
- Noć zaborava, "Ating", Zagreb, 1992.
- Pozornica čežnje, "Aurora", Zagreb, 1993.
- Službena verzija ljubavi, "Perun", Zagreb, 1995.
- Budućnosti, daj da te ljepše slutim, "Perun", Zagreb, 1996.
- Pjesnički manifest, Izdavački centar Rijeka, Rijeka, 1997.
- Bermudski trokut, (suautori Hrvoje Barbir i Milan Maćešić), 1997.
- Privremeno rumenilo, Vlastita naklada, Stubičke Toplice, 1998.
- Kožom uz kožu, Vlastita naklada, Stubičke Toplice, 2009.
- Imperativi, "Ars Spiritus", Karlovac, 2017.
- Žeravica, "Ars Spiritus", Karlovac, 2017.
- Ljubavni Abecedarij, Gramatik, Beograd, 2019.
- Ljubavni Abecedarij, Stajer Graf, Zagreb, 2019.
- Hrvatski bog Amor, VBZ, Zagreb, 2020.
- 100 ljubavnih i ni jedna više, Vjetrokaz, 2021.
- Kaverne, Vjetrokaz, 2022.

## Nagrade, priznanja i odličja
- 1985.: "Mak Dizdar", Stolac, 1. nagrada za pjesnički rukopis
- 1986.: Mladi graditelj, Brčko, 1. nagrada za pjesmu
- 1987.: "Goran", Goranovo proljeće, Zagreb, 1. nagrada za neobjavljenu knjigu
- 1988.: "Pečat varoši sremskokarlovačke", Brankovo kolo, Novi Sad, nagrada za knjigu Heretik na 10 načina
- 1991.: Festival jugoslavenske poezije mladih, Titov Vrbas, 1. nagrada žirija i 1. nagrada publike
- 1996.: Red Danice hrvatske s likom Marka Marulića, za osobite zasluge u kulturi.
- 2017.: Dobitnik "Maslinova vijenca", pjesnička manifestacija "Ča, kaj, što", Selca na Braču
- 2021.: 1. Nagrada "Vrata poezije", Rumunjska

## Vanjske poveznice
- Hrvatsko društvo pisaca  Arhivirana inačica izvorne stranice od 26. siječnja 2018. (Wayback Machine) Tomislav Domović
- Knjižnice Grada Zagreba Stihotron